# Ларсон (Північна Дакота)
Ларсон (англ. Larson) — переписна місцевість (CDP) в США, в окрузі Берк штату Північна Дакота. Населення — 9 осіб (2020).

## Географія
Ларсон розташований за координатами 48°53′30″ пн. ш. 102°51′45″ зх. д. / 48.89167° пн. ш. 102.86250° зх. д. (48.891574, -102.862564).  За даними Бюро перепису населення США в 2010 році переписна місцевість мала площу 1,06 км², уся площа — суходіл.

## Демографія
Згідно з переписом 2010 року, у переписній місцевості мешкало 12 осіб у 6 домогосподарствах у складі 4 родин. Густота населення становила 11 осіб/км².  Було 14 помешкання (13/км²).
Расовий склад населення:
| - 100,0 % — білих |

До двох чи більше рас належало 0,0 %. Частка іспаномовних становила 0,0 % від усіх жителів.
За віковим діапазоном населення розподілялося таким чином: 8,3 % — особи молодші 18 років, 58,4 % — особи у віці 18—64 років, 33,3 % — особи у віці 65 років та старші. Медіана віку мешканця становила 59,0 року. На 100 осіб жіночої статі у переписній місцевості припадало 140,0 чоловіків;  на 100 жінок у віці від 18 років та старших — 120,0 чоловіків також старших 18 років.
Цивільне працевлаштоване населення становило 2 особи. Основні галузі зайнятості: публічна адміністрація — 100,0 %.